# Джан Джакомо Тривульціо
Джан Джакомо Тривульціо (*Gian Giacomo Trivulzio, 1441 — 5 грудня 1518) — італійський аристократ, кондотьєр, маршал Франції.

## Життєпис
Походив з аристократичної ломбардської родини. Через свою матір був у родинних зв'язках з колишнім правлячим домом герцогства Міланського. У 1465 році брав участь у поході Галеаццо Марії Сфорца, герцога Міланського на допомогу королю Франції Людовику XI. Після повернення воював на чолі міланських військ проти кондотьєра Венеційської республіки Бартоломео Коллеоне та разом з Федеріко да Монтефельтро в Романьї.
У 1478 році як кондотьєр допомагає Флорентійській республіці боротися проти зазіхань папи римського Сікста IV. у 1480 році викупив замок Мезокко (сучасна Швейцарія) у родини де Сакко.
У 1484 році Тривульціо знову на чолі міланських військ. Цього року він завдав рішучої поразки венеційцям у битві при Мартіненго. У 1488 році переходить на службу до Фердинанда I, короля Неаполя. У 1494 році йому довелося вести боротьбу проти Карла VIII, короля Франції. Згодом Тривульціо вів перемовини щодо капітуляції Неаполя. Тоді ж Карл VIII, за згоди короля Фердинанда I, найняв Тривульціо на французьку службу за 10 тисяч дукатів на рік. Останній їде разом з Карлом VIII до Франції. По дорозі бере участь у битві при Форново у 1495 році, де французам вдалося пробитися крізь переважаючі сили Венеційської ліги.
У Франції Тривульціо стає губернатором Асті, отримує земельні пожалування. після смерті Карла VIII новий король Людовик XII доручає Тривульціо готувати армію для підкорення герцогства Міланського. 29 вересня 1499 року отримує звання маршала Франції. Того ж року на чолі 15 тисяч рушив на північ Італії. Доволі швидко Тривульціо змусив Людовіко Сфорца відступити. Вже 3 вересня зайняв Мілан. За цей успіх Тривульціо отримав від короля Людовика XII місто Вігавано.
У 1500 році Тривульціо був губернатором Міланського герцогства. Цього року Сфорца на чолі з 8500 вояків почав відвойовувати своє колишнє володіння. Населення перейшло на його бік. Тривульціо вимушений був відступити до фортеці Мортаре, де дочекався допомоги від Людовика XII. Вони разом рушили проти Людовіко Сфорца. Незабаром Тривульціо уклав договір із найманцями-швейцарцями на службі Сфорци щодо їх переходу на службу до французького короля. Після чого брав участь у другому підкорені Мілану. У 1502 році супроводжує короля при в'їзді до Генуї. Згодом, у 1509 році бере участь у битві при Ан'ядело проти Венеції, при Новарі у 1513 році проти швейцарців, при Маріньяно проти міланців та швейцарців. У 1516 році з успіхом захищав Мілан від військ імператора Максиміліана I. Незабаром Тривульціо стали підозрювати у зраді. Щоби виправдатися перед королем Франциском I, він рушив до Франції. Проте в дорозі помер 5 грудня 1518 року у м. Арпажон.

## Вислови
Тривульціо відомий своєю відповіддю королю Людовику XII. Останній перед походом до Італії запитав: «Що необхідно для перемоги?» Тривульціо відповів так: «Три речі. По-перше, гроші, по-друге, гроші й по-третє, гроші».

## Родина
1. Дружина — Маргерита Коллеоне (д/н—1488).
Діти:
- донька (ім'я невідоме)
- Джан Ніколо (1479—1512), чоловік Паоли Гонзага, доньки Родольфо Гонза, сеньйора Кастільйоне

2. Дружина — Беатриче д'Авлос.